# Sergio Brighenti
Sergio Brighenti (Modena, 23 settembre 1932 – Arluno, 10 ottobre 2022) è stato un calciatore e allenatore di calcio italiano, di ruolo attaccante.

## Biografia
Muore ad Arluno il 10 ottobre 2022, all'età di 90 anni, per un malore improvviso. Nello stesso anno era uscito il libro Sergio Brighenti - Dai Salesiani a Wembley, scritto da Christian Pravatà, in cui Brighenti raccontava gli aspetti principali della sua carriera da giocatore e allenatore.

## Carriera

### Giocatore

#### Club
Giocò nel ruolo di centravanti. Anche suo fratello maggiore, Renato, fu un giocatore di calcio, per cui spesso era indicato come Brighenti II.

Brighenti alla Sampdoria nella stagione 1961-1962

Esordì nella squadra della sua città, il Modena, nel campionato di Serie B 1949-50, disputando una sola gara. Conquistò un posto da titolare l'anno successivo mettendosi in luce per le sue doti di centravanti di manovra, dalle buone dote realizzative anche se con una certa predisposizione al gioco di squadra.
Dopo due buoni campionati cadetti passò all'Inter di Alfredo Foni, conquistando da comprimario gli scudetti delle edizioni 1952-1953 e 1953-1954. Rimase a Milano per tre stagioni, senza mai trovare molto spazio, ma segnando con una certa continuità. Era infatti chiuso da quattro attaccanti di ottimo livello: Benito Lorenzi, István Nyers, Lennart Skoglund e Gino Armano.
Nel 1955 si trasferì alla Triestina, conquistando la salvezza il primo anno, mentre il seguente i giuliani furono retrocessi. Così Brighenti, che già aveva vestito le maglie delle nazionali B e Under-21 ai tempi dell'Inter, passò al Padova di Nereo Rocco. La tattica del catenaccio dell'allenatore triestino trovava in Brighenti un finalizzatore ideale per i contropiedi padovani che permisero di conquistare il terzo posto nel 1957-1958, il settimo nel 1958-1959 e il quinto nel 1959-1960.
Passato nell'estate seguente alla Sampdoria, diventò capocannoniere della Serie A nell'edizione 1960-1961 con 27 reti, record tuttora imbattuto nella storia blucerchiata; quella stessa stagione si tolse la soddisfazione di segnare le quattro reti con cui la formazione doriana il 2 aprile 1961 vinse in casa per 4-2 contro l'Inter da poco allenata da Herrera.
Continuò a giocare nel club genovese per altre due stagioni, al fianco di Skoglund, pur non riuscendo più a ripetersi come bomber. Nel 1963 tornò a Modena dove, nonostante i suoi 11 gol, retrocesse in Serie B. Chiuse la carriera con una gara al Torino nella stagione 1964-1965, il derby del 22 novembre 1964 vinto 3-0 dalla Juventus.
Giocò in carriera 366 gare segnando 156 reti, di cui 311 e 138 in Serie A.

#### Nazionale

Brighenti in nazionale

Brighenti, che si stava affermando fra i massimi cannonieri della Serie A, fu anche convocato in nazionale il 6 maggio 1959, e realizzò il gol del momentaneo 1-2 contro l'Inghilterra di Bobby Charlton a Wembley, in una partita che gli azzurri poi pareggiarono grazie al gol dell'altro padovano Mariani. Il gol di Brighenti fu il primo della nazionale italiana nello stadio di Wembley.
Si confermò come centravanti titolare della nazionale per qualche partita, realizzando la rete del vantaggio del 2-1 ancora una volta contro gli inglesi, nella gara poi persa per 2-3.
In nazionale giocò 9 partite, l'ultima delle quali da capitano, segnando 2 reti, entrambe all'Inghilterra. Ha disputato anche 1 partita in nazionale B e 1 in Under 21 siglando una doppietta.

### Allenatore
Terminata la carriera da calciatore, tra il 1967 e il 1975 allenò Parma, Varese (in tre esperienze diverse, di cui una come vice), Seregno e Lecco.
Dal 1986 al 1991 fu il vice del commissario tecnico Azeglio Vicini, che guidò la nazionale italiana all'Europeo 1988 e al Mondiale 1990. Dal 1988 al 1989 fu il selezionatore della B Italia.

### Opinionista sportivo
Per diverse stagioni, tra gli anni novanta e i primi anni duemila, fu opinionista televisivo, dedicandosi alla co-conduzione, su Rai 3, del magazine pomeridiano di approfondimento sulla Serie B A tutta B, presentato da Marco Civoli prima e da Paolo Paganini poi. Fu anche ospite fisso nella trasmissione Bzona in onda su diverse emittenti regionali.

## Statistiche

### Presenze e reti nei club
| Stagione         | Squadra          | Campionato       | Campionato | Campionato | Coppe nazionali | Coppe nazionali | Coppe nazionali | Coppe continentali | Coppe continentali | Coppe continentali | Altre coppe | Altre coppe | Altre coppe | Totale | Totale |
| Stagione         | Squadra          | Comp             | Pres       | Reti       | Comp            | Pres            | Reti            | Comp               | Pres               | Reti               | Comp        | Pres        | Reti        | Pres   | Reti   |
| ---------------- | ---------------- | ---------------- | ---------- | ---------- | --------------- | --------------- | --------------- | ------------------ | ------------------ | ------------------ | ----------- | ----------- | ----------- | ------ | ------ |
| 1949-1950        | Modena           | B                | 2          | 0          | -               | -               | -               | -                  | -                  | -                  | -           | -           | -           | 2      | 0      |
| 1950-1951        | Modena           | B                | 27         | 8          | -               | -               | -               | -                  | -                  | -                  | -           | -           | -           | 27     | 8      |
| 1951-1952        | Modena           | B                | 24         | 11         | -               | -               | -               | -                  | -                  | -                  | -           | -           | -           | 24     | 11     |
| Totale Modena    | Totale Modena    | Totale Modena    | 53         | 19         |                 | -               | -               |                    | -                  | -                  |             | -           | -           | 53     | 19     |
| 1952-1953        | Inter            | A                | 4          | 0          | -               | -               | -               | -                  | -                  | -                  | -           | -           | -           | 4      | 0      |
| 1953-1954        | Inter            | A                | 15         | 9          | -               | -               | -               | -                  | -                  | -                  | -           | -           | -           | 15     | 9      |
| 1954-1955        | Inter            | A                | 21         | 11         | -               | -               | -               | -                  | -                  | -                  | -           | -           | -           | 21     | 11     |
| Totale Inter     | Totale Inter     | Totale Inter     | 40         | 20         |                 | -               | -               |                    | -                  | -                  |             | -           | -           | 40     | 20     |
| 1955-1956        | Triestina        | A                | 30         | 8          | -               | -               | -               | -                  | -                  | -                  | -           | -           | -           | 30     | 8      |
| 1956-1957        | Triestina        | A                | 24         | 5          | -               | -               | -               | -                  | -                  | -                  | -           | -           | -           | 24     | 5      |
| Totale Triestina | Totale Triestina | Totale Triestina | 54         | 13         |                 | -               | -               |                    | -                  | -                  |             | -           | -           | 54     | 13     |
| 1957-1958        | Padova           | A                | 28         | 11         | CI              | 7               | 6               | -                  | -                  | -                  | -           | -           | -           | 35     | 17     |
| 1958-1959        | Padova           | A                | 33         | 18         | CI              | 0               | 0               | -                  | -                  | -                  | -           | -           | -           | 33     | 18     |
| 1959-1960        | Padova           | A                | 30         | 21         | CI              | 3               | 4               | -                  | -                  | -                  | -           | -           | -           | 33     | 24     |
| Totale Padova    | Totale Padova    | Totale Padova    | 91         | 50         |                 | 10              | 10              |                    | -                  | -                  |             | -           | -           | 101    | 60     |
| 1960-1961        | Sampdoria        | A                | 33         | 27         | CI              | 1               | 2               | -                  | -                  | -                  | -           | -           | -           | 34     | 29     |
| 1961-1962        | Sampdoria        | A                | 32         | 9          | CI              | 1               | 0               | -                  | -                  | -                  | -           | -           | -           | 33     | 9      |
| 1962-1963        | Sampdoria        | A                | 30         | 7          | CI              | 2               | 0               | CDF                | 3                  | 1                  | -           | -           | -           | 35     | 8      |
| lug. 1963        | Sampdoria        | A                | 0          | 0          | CI              | 0               | 0               | -                  | -                  | -                  | CPKR        | 6           | 5           | 6      | 5      |
| Totale Sampdoria | Totale Sampdoria | Totale Sampdoria | 95         | 43         |                 | 4               | 2               |                    | 3                  | 1                  |             | 6           | 5           | 108    | 51     |
| 1963-1964        | Modena           | A                | 30+1       | 10+0       | CI              | 0               | 0               | -                  | -                  | -                  | CPKR        | 2           | 2           | 33     | 12     |
| 1964-gen. 1965   | Modena           | B                | 1          | 1          | CI              | 0               | 0               | -                  | -                  | -                  | -           | -           | -           | 1      | 1      |
| Totale Modena    | Totale Modena    | Totale Modena    | 32         | 11         |                 | 0               | 0               |                    | -                  | -                  |             | 2           | 2           | 34     | 13     |
| gen.-giu. 1965   | Torino           | A                | 1          | 0          | CI              | 0               | 0               | -                  | -                  | -                  | -           | -           | -           | 1      | 0      |
| Totale carriera  | Totale carriera  | Totale carriera  | 366        | 156        |                 | 14              | 12              |                    | 3                  | 1                  |             | 8           | 7           | 405    | 176    |

### Cronologia presenze e reti in nazionale
| Cronologia completa delle presenze e delle reti in nazionale ― Italia | Cronologia completa delle presenze e delle reti in nazionale ― Italia | Cronologia completa delle presenze e delle reti in nazionale ― Italia | Cronologia completa delle presenze e delle reti in nazionale ― Italia | Cronologia completa delle presenze e delle reti in nazionale ― Italia | Cronologia completa delle presenze e delle reti in nazionale ― Italia | Cronologia completa delle presenze e delle reti in nazionale ― Italia | Cronologia completa delle presenze e delle reti in nazionale ― Italia |
| Data                                                                  | Città                                                                 | In casa                                                               | Risultato                                                             | Ospiti                                                                | Competizione                                                          | Reti                                                                  | Note                                                                  |
| --------------------------------------------------------------------- | --------------------------------------------------------------------- | --------------------------------------------------------------------- | --------------------------------------------------------------------- | --------------------------------------------------------------------- | --------------------------------------------------------------------- | --------------------------------------------------------------------- | --------------------------------------------------------------------- |
| 6-5-1959                                                              | Londra                                                                | Inghilterra                                                           | 2 – 2                                                                 | Italia                                                                | Amichevole                                                            | 1                                                                     |                                                                       |
| 1-11-1959                                                             | Praga                                                                 | Cecoslovacchia                                                        | 2 – 1                                                                 | Italia                                                                | Coppa Internazionale                                                  | -                                                                     |                                                                       |
| 29-11-1959                                                            | Firenze                                                               | Italia                                                                | 1 – 1                                                                 | Ungheria                                                              | Coppa Internazionale                                                  | -                                                                     |                                                                       |
| 6-1-1960                                                              | Napoli                                                                | Italia                                                                | 3 – 0                                                                 | Svizzera                                                              | Coppa Internazionale                                                  | -                                                                     |                                                                       |
| 13-3-1960                                                             | Barcellona                                                            | Spagna                                                                | 3 – 1                                                                 | Italia                                                                | Amichevole                                                            | -                                                                     |                                                                       |
| 10-12-1960                                                            | Napoli                                                                | Italia                                                                | 1 – 2                                                                 | Austria                                                               | Amichevole                                                            | -                                                                     |                                                                       |
| 25-4-1961                                                             | Bologna                                                               | Italia                                                                | 3 – 2                                                                 | Irlanda del Nord                                                      | Amichevole                                                            | -                                                                     | 75’                                                                   |
| 24-5-1961                                                             | Roma                                                                  | Italia                                                                | 2 – 3                                                                 | Inghilterra                                                           | Amichevole                                                            | 1                                                                     |                                                                       |
| 15-6-1961                                                             | Firenze                                                               | Italia                                                                | 4 – 1                                                                 | Argentina                                                             | Amichevole                                                            | -                                                                     | cap.                                                                  |
| Totale                                                                |                                                                       | Presenze                                                              | 9                                                                     |                                                                       | Reti                                                                  | 2                                                                     |                                                                       |

## Palmarès

### Giocatore

#### Club
- Campionato italiano: 2

Inter: 1952-1953, 1953-1954

#### Individuale
- Capocannoniere della Serie A italiana: 1

1960-1961 (27 reti)